# 胡什比莎格
胡什比莎格(“Hušbišag”或“Hushbishag”)是苏美尔地狱女神。她是纳姆塔尔的妻子，并与他生下了
一位女儿-赫姆第库格(Hemdikug)。

## 参阅文献
1. ↑  Dina Katz. . CDL 出版社. 2003年4月  [2012年6月1日]. ISBN 978-1-883053-77-2.
2. ↑  A. R. 乔治. . 牛津大学出版社. 2003rh: 129–  [2012年6月1日]. ISBN 978-0-19-927841-1.